# NN-155
La carretera NN‑155 es una vía departamental secundaria situada en el municipio de Managua, en el occidente del país. Sirve como conexión entre la Carretera Norte y el sector suroriental de la ciudad, específicamente en el área de Las Jagüitas.

## Trazado y cruces
| km  | Localidad / Punto           | Departamento | Conexión / Ruta  |
| --- | --------------------------- | ------------ | ---------------- |
| 0,0 | Carretera Norte             | Managua      | NIC 12           |
| 2,3 | Residencial Nejapa          | Managua      | Calle secundaria |
| 3,8 | Colonia Unidad de Propósito | Managua      | Calle local      |
| 5,8 | Las Jagüitas                | Managua      | Camino vecinal   |

## Coordenadas
Uno de los tramos de la NN‑155 puede ser encontrado en las coordenadas: 12°07′41″N 86°12′38″O / 12.1280, -86.2105